# Olympische Sommerspiele 1948/Hockey
Bei den XIV. Olympischen Spielen 1948 in London wurde ein Wettbewerb im Hockey (Herren) ausgetragen. Erstmals nahm Indien als unabhängige Nation teil und zusätzlich das 1947 neu gebildete Pakistan. Großbritannien nutzte seine Gastgeberrolle, gründete einen britischen Hockeyverband und nahm erstmals seit 1920 wieder am olympischen Hockeyturnier teil. Deutschland war – ebenso wie Japan – zu diesen ersten Olympischen Spielen nach dem Zweiten Weltkrieg nicht zugelassen.
Die Finalspiele fanden im Hauptstadion der Spiele, dem Empire Stadium (besser bekannt als Wembley-Stadion) statt.

## Turniermodus
Aufgrund der gestiegenen Teilnehmerzahl dehnte das Organisationskomitee das Turnier von vier auf neun Tage aus und vergrößerte die Anzahl der Spielorte für die Gruppenspiele von zwei auf drei. Von den gemeldeten 16 Teams traten 3 nicht an. Die 13 Teilnehmer spielten in drei Gruppen:
- Gruppe A: Argentinien, Indien, Österreich, Spanien
- Gruppe B: Afghanistan, Großbritannien, Schweiz, USA
- Gruppe C: Belgien, Dänemark, Frankreich, Niederlande, Pakistan

Für das Halbfinale qualifizierten sich die Sieger der Gruppe A und B, sowie der Erste und Zweite der Gruppe C (1.A – 2.C und 1.B – 1.C). Der dritte Platz wurde ausgespielt, die weiteren Platzierungen nicht.

## Gruppe A
| Indien gewann alle drei Gruppenspiele und zog ins Halbfinale ein. Spanien gelang es durch eine dichte Abwehr nur zwei Tore der Inder zuzulassen. |  |                          |           |  |
| 31. Juli |  | Indien – Österreich      | 8:0 (2:0) |  |
| 2. August |  | Spanien – Argentinien    | 2:3 (0:3) |  |
| 4. August |  | Indien – Argentinien     | 9:1 (3:0) |  |
| 4. August |  | Spanien – Österreich     | 1:1 (1:1) |  |
| 6. August |  | Österreich – Argentinien | 1:1 (0:1) |  |
| 6. August |  | Indien – Spanien         | 2:0 (2:0) |  |

| Tabelle Gruppe A | Tabelle Gruppe A | Tabelle Gruppe A | Tabelle Gruppe A | Tabelle Gruppe A |
| Platz            | Team             | Spiele           | Tore             | Punkte           |
| ---------------- | ---------------- | ---------------- | ---------------- | ---------------- |
| 1.               | Indien           | 3                | 19:01            | 6                |
| 2.               | Argentinien      | 3                | 05:12            | 3                |
| 3.               | Österreich       | 3                | 02:10            | 2                |
| 4.               | Spanien          | 3                | 03:06            | 1                |

## Gruppe B
| Großbritannien kam im ersten Spiel gegen die stark verteidigende Schweiz nicht über ein torloses Unentschieden hinaus und gewann die beiden folgenden Spiele klar. Nur weil die Schweiz gegen Afghanistan nur einen Punkt holte, blieb dem Gastgeber ein Entscheidungsspiel um den Gruppensieg erspart. Es zählten seinerzeit nämlich nur die Punkte, nicht die Tore. |  |                              |            |  |
| 31. Juli |  | Großbritannien – Schweiz     | 0:0        |  |
| 3. August |  | Afghanistan – USA            | 2:0 (0:0)  |  |
| 5. August |  | Afghanistan – Schweiz        | 1:1 (1:0)  |  |
| 5. August |  | Großbritannien – USA         | 11:0 (4:0) |  |
| 7. August |  | Großbritannien – Afghanistan | 8:0 (2:0)  |  |
| 7. August |  | Schweiz – USA                | 3:1 (1:1)  |  |

| Tabelle Gruppe B | Tabelle Gruppe B | Tabelle Gruppe B | Tabelle Gruppe B | Tabelle Gruppe B |
| Platz            | Team             | Spiele           | Tore             | Punkte           |
| ---------------- | ---------------- | ---------------- | ---------------- | ---------------- |
| 1.               | Großbritannien   | 3                | 19:0             | 5                |
| 2.               | Schweiz          | 3                | 04:02            | 4                |
| 3.               | Afghanistan      | 3                | 03:09            | 3                |
| 4.               | USA              | 3                | 01:16            | 0                |

## Gruppe C
| Pakistan und die Niederlande qualifizierten sich in dieser 5er-Gruppe für das Halbfinale. |  |                          |           |  |
| 31. Juli                                                                                  |  | Niederlande – Belgien    | 4:1 (1:1) |  |
| 31. Juli                                                                                  |  | Frankreich – Dänemark    | 2:2 (0:2) |  |
| 2. August                                                                                 |  | Niederlande – Dänemark   | 4:1 (3:1) |  |
| 2. August                                                                                 |  | Pakistan – Belgien       | 2:1 (0:1) |  |
| 3. August                                                                                 |  | Niederlande – Frankreich | 2:0 (2:0) |  |
| 3. August                                                                                 |  | Pakistan – Dänemark      | 9:0 (5:0) |  |
| 5. August                                                                                 |  | Pakistan – Frankreich    | 3:1 (1:1) |  |
| 5. August                                                                                 |  | Belgien – Dänemark       | 2:1 (2:0) |  |
| 7. August                                                                                 |  | Niederlande – Pakistan   | 1:6 (0:3) |  |
| 7. August                                                                                 |  | Frankreich – Belgien     | 1:2 (0:0) |  |

| Tabelle Gruppe C | Tabelle Gruppe C | Tabelle Gruppe C | Tabelle Gruppe C | Tabelle Gruppe C |
| Platz            | Team             | Spiele           | Tore             | Punkte           |
| ---------------- | ---------------- | ---------------- | ---------------- | ---------------- |
| 1.               | Pakistan         | 4                | 20:03            | 8                |
| 2.               | Niederlande      | 4                | 11:08            | 6                |
| 3.               | Belgien          | 4                | 06:08            | 4                |
| 4.               | Frankreich       | 4                | 04:09            | 1                |
| 4.               | Dänemark         | 4                | 04:17            | 1                |

## Halbfinale
| Die Halbfinal-Spiele und die Finalspiele fanden im Empire-Stadion statt. |  |                           |           |            |
| 9. August                                                                |  | Großbritannien – Pakistan | 2:0 (0:0) | Halbfinale |
| 9. August                                                                |  | Indien – Niederlande      | 2:1 (2:0) | Halbfinale |

## Finale
| Das Spiel um Bronze endete unentschieden, deshalb wurde am nächsten Tag ein weiteres Spiel um Platz 3 angesetzt. Da im Empire-Stadion keine Zeit mehr frei war, fand das Spiel im Lyons’ Sports Ground statt. |  |                         |           |                  |
| 12. August |  | Niederlande – Pakistan  | 1:1 (0:1) | Spiel um Platz 3 |
| 13. August |  | Niederlande – Pakistan  | 4:1 (2:0) | Spiel um Platz 3 |
| 12. August |  | Indien – Großbritannien | 4:0 (2:0) | Endspiel         |

| Rangliste | Rangliste      |
| Platz     | Team           |
| --------- | -------------- |
| 1.        | Indien         |
| 2.        | Großbritannien |
| 3.        | Niederlande    |
| 4.        | Pakistan       |
| 5.        | Argentinien    |
| 5.        | Schweiz        |
| 5.        | Afghanistan    |
| 5.        | Belgien        |
| 5.        | Österreich     |
| 5.        | Frankreich     |
| 5.        | Spanien        |
| 5.        | USA            |
| 5.        | Dänemark       |

## Medaillengewinner
| | | | 4 |
| Indien | Großbritannien | Niederlande | Pakistan |
| --- | --- | --- | --- |
| Leslie Claudius Keshav Dutt Walter D’Souza Lawrie Fernandes Ranganathan Francis Gerry Glackan Akhtar Hussain Patrick Jansen Amir Kumar Kishan Lal Leo Pinto Jaswant Singh Rajput Latifur Rehman Reginald Rodrigues Balbir Singh Grahanandan Singh Kunwar Digvijay Singh Randhir Singh Gentle Trilochan Singh Maxie Vaz | Robert Adlard Norman Borrett David Brodie Ronald Davis William Griffiths Robin Lindsay William Lindsay John Peake Frank Reynolds George Sime Michael Walford Neil White | Andries Cornelis Dirk Boerstra Henricus Nicolaas Bouwman Pieter Marie Johan Bromberg Henri Jean Joseph Derckx Johan Frederik Drijver Rius Theo Esser Jan Hendrik Kruize Jenne Langhout Hermanus Pieter Loggere Antonius Maria Richter Eduard Herbert Tiel Willem van Heel | Masood Ahmed Khan M Anwar Beg Moghal Mukhtar Bhatti Hamidullah Burki Ali Iqtidar Shah Dara Milton D’Mello Abdul Hamid Mahmood-ul Hassan Abdul Ghafoor Khan Abdul Qayyum Khan Niaz Khan Muhammad Khurram Aziz Malik Muhammad Abdul Razzaq Aziz-ur Rehman Sheikh Rehmat Ullah Syed Muhammad Salim Shazada Muhammad Shah-Rukh Khawaja Muhammad Taqi |

## Team Österreich, Schweiz
| Österreich | Schweiz |
| --- | --- |
| Adam Bischof Karl Brandl Siegfried Egger Karl Holzapfel Wolfgang Klee Johann Koller Franz Lovato Walter Niederle Oskar Nowak Karl Oerdögh Josef Pecanka Franz Raule Friedrich Rückert Ernst Schala Franz Strachota | Robert Eger Otto Grolimund Emil Grub Hans Gruner Roger Jenzer Fritz Kehrer Fridolin Kurmann Pierre Pasche Josef Rippstein Jean-Pierre Roche Alois Schlee Eugen Siegrist Fritz Stuhlinger Karl Vogt Hugo Walser |